# مورغانيلة مورغانية
مورغانيلا مورغاني (الاسم العلمي: Morganella morganii) هي نوع من البكتيريا تتبع جنس المورغانيلة من الفصيلة المورغانيلية.
مورغانيلّا مورغانِي (Morganella morganii) تنتمي إلى قبيلة البروتياء (Proteeae) من فصيلة المعويات (Enterobacteriaceae).
تُعتَبر هذه البكتيريا من العوامل الممرضة الانتهازية غير الشائعة، وتسبب في الغالب التهابات الجروح بعد العمليات الجراحية، بالإضافة إلى التهابات المسالك البولية. ومع ذلك، فإن بعض العزلات الإكلينيكية من المورغانيلا تُظهر مقاومة لعدة مضادات حيوية نتيجة حملها لمجموعة متنوعة من جينات المقاومة.
وقد أظهرت البيانات المتراكمة أن المورغانيلا قادرة على التسبب في مجموعة متنوعة من العدوى، مثل:
تعفن الدم (Sepsis)
الخُراج (Abscess)
متلازمة كيس البول الأرجواني (Purple Urine Bag Syndrome)
التهاب كوريون السلى (Chorioamnionitis)
التهاب النسيج الخلوي (Cellulitis)

## وبائيات المورغانيلا[2]
في البداية، كان يُعتقد أن مورغانيلا مورغاني تُسبب الإسهال الصيفي، وكانت تُعتبر من العوامل الممرضة غير المهمة. وقد تم التعرف عليها لأول مرة كمسبب لعدوى المسالك البولية في عام 1939.
وفي السبعينيات، أُثبت أن مورغانيلا مورغاني تُعد أحد الأسباب الرئيسية للعدوى المكتسبة داخل المستشفيات لدى البالغين، كما تم اعتبارها سببًا نادرًا لتجرثم الدم (bacteremia)

## المقاومة الدوائية وجينات المقاومة في مورغانيلّا مورغانِي[2]
الضغط الانتقائي الشديد الناتج عن الاستخدام الواسع للمضادات الحيوية يؤدي إلى تسارع كبير في تطور وانتشار الجينات المقاومة في البكتيريا؛ وعلاوة على ذلك، فقد أصبحت مقاومة الأدوية تمثل تحديًا كبيرًا في مكافحة العدوى البكتيرية.
تُلاحظ بشكل متزايد العزلات البكتيرية التي تمتلك أنماط مقاومة متعددة للأدوية (MDR)، ومقاومة شديدة (XDR)، ومقاومة شاملة للأدوية (Pandrug-resistant).
يمكن نظريًا أن تؤدي عدة آليات إلى مقاومة المضادات الحيوية، وتشمل هذه الآليات: المقاومة الذاتية (Intrinsic)، والمقاومة المكتسبة (Acquired)، والمقاومة التكيفية (Adaptive).
المقاومة الذاتية (Intrinsic resistance) هي القدرة الفطرية لنوع معين من البكتيريا على مقاومة تأثير عامل مضاد للميكروبات، وذلك نتيجة لخصائصها البنيوية أو الوظيفية المتأصلة.
تعود هذه المقاومة الطبيعية إلى عدة أسباب، منها:
- انخفاض أو غياب الألفة بين الدواء والهدف البكتيري.

- عدم قدرة الدواء على الوصول إلى داخل الخلية البكتيرية.

- طرد الدواء من الخلية عن طريق جزيئات مشفّرة كروموسوميًا تمتلك نشاط إخراج نشط (efflux pumps).

المقاومة المكتسبة (Acquired resistance) تحدث عندما تكتسب خلية بكتيرية معينة القدرة على مقاومة تأثير عامل مضاد للميكروبات كانت حساسة له في السابق.
يمكن أن تنشأ هذه الظاهرة نتيجة:
اكتساب جينات مقاومة أجنبية من خلال الانتقال الأفقي بين سلالات أو حتى أنواع مختلفة من البكتيريا عبر الاقتران (conjugation)
و/أو نتيجة طفرات جينية في بعض الجينات المرتبطة بالعمليات الفسيولوجية الطبيعية أو التراكيب الخلوية، مما يؤدي إلى تغيير في حساسية البكتيريا للدواء.
المقاومة التكيفية (Adaptive resistance) تحدث عندما تتعرض مجموعة بكتيرية لزيادات تدريجية في تركيز المضاد الحيوي؛ وتتميز هذه المقاومة بظهور سريع للقدرة على المقاومة، مع إمكانية عودة البكتيريا إلى النمط الظاهري الطبيعي عند إزالة المضاد الحيوي.
قد تتطلب المقاومة التكيفية وراثة فوق جينية (Epigenetic inheritance) وتعديلات في أنماط التعبير الجيني داخل المجموعة البكتيرية المعينة.
قد تحدث الأنواع الثلاثة من المقاومة (الذاتية والمكتسبة والتكيفية) في نوع بكتيري معين.
تمتلك مورغانيلا مورغاني مقاومة ذاتية ضد:
- الأوكساسيلين (Oxacillin)

- الأمبيسيلين (Ampicillin)

- الأموكسيسيلن (Amoxicillin)

- معظم السيفالوسبورينات من الجيل الأول والثاني

- الماكروليدات (Macrolides)

- اللينكوساميدات (Lincosamides)

- الجليكوببتيدات (Glycopeptides)

- الفوسفوميسين (Fosfomycin)

- حمض الفوسيديك (Fusidic acid)

- الكوليستين (Colistin)

وفي المقابل، عادةً ما تكون المورغانيلا حساسة تجاه:
الأزتريونام (Aztreonam)
الأمينوغليكوزيدات (Aminoglycosides)
البنسيلينات المضادة للزائفة (Antipseudomonal penicillins)
السيفالوسبورينات من الجيل الثالث والرابع
الكاربابينيمات (Carbapenems)
الكينولونات (Quinolones)
التريميثوبريم/سلفاميثوكسازول (Trimethoprim/Sulfamethoxazole)
الكلورامفينيكول (Chloramphenicol)